# Libano ai Giochi della XXIX Olimpiade
Il Libano ha partecipato ai Giochi della XXIX Olimpiade di Pechino, svoltisi dall'8 al 24 agosto 2008, con una delegazione di 6 atleti.

## Atletica leggera
| Gara            | Atleta              | Batterie | Batterie | Quarti | Quarti | Semifinali | Semifinali | Finale | Finale |  |
| Gara            | Atleta              | Tempo    | Pos.     | Tempo  | Pos.   | Tempo      | Pos.       | Tempo  | Pos.   |  |
| --------------- | ------------------- | -------- | -------- | ------ | ------ | ---------- | ---------- | ------ | ------ |  |
| 200 m maschili  | Mohamad Siraj Tamim | 21"80    | 7        |        |        |            |            |        |        |  |
| 200 m femminili | Gretta Taslakian    | 25"32    | 8        |        |        |            |            |        |        |  |

## Judo
| Gara    | Atleta        | Tabellone principale           | Tabellone principale | Tabellone principale | Tabellone principale | Tabellone principale | Ripescaggi                      | Ripescaggi                          | Ripescaggi | Ripescaggi |
| Gara    | Atleta        | Sedicesimi                     | Ottavi               | Quarti               | Semifinali           | Finale               | 1º turno                        | Quarti                              | Semifinali | Finale     |
| ------- | ------------- | ------------------------------ | -------------------- | -------------------- | -------------------- | -------------------- | ------------------------------- | ----------------------------------- | ---------- | ---------- |
| +100 kg | Rudy Hachache | Óscar Braison (Cuba) 0000-1101 |                      |                      |                      |                      | Carlos Zegarra (Perù) 0200-0100 | João Schlittler (Brasile) 0000-1031 |            |            |

## Nuoto
| Gara                 | Atleta          | Batterie | Batterie | Semifinali | Semifinali | Finale | Finale |
| Gara                 | Atleta          | Tempo    | Pos.     | Tempo      | Pos.       | Tempo  | Pos.   |
| -------------------- | --------------- | -------- | -------- | ---------- | ---------- | ------ | ------ |
| 100 m rana maschili  | Woel Koubrousli | 1'06"22  | 57       |            |            |        |        |
| 100 m rana femminili | Nibal Yamout    | 1'16"17  | 45       |            |            |        |        |

## Tiro
| Gara  | Atleta     | Qualificazioni | Qualificazioni | Finale    | Finale       | Finale |
| Gara  | Atleta     | Punteggio      | Pos.           | Punteggio | Punt. totale | Pos.   |
| ----- | ---------- | -------------- | -------------- | --------- | ------------ | ------ |
| Skeet | Ziad Richa | 111            | 29             |           |              |        |